# 肥汁米蘭
肥汁米蘭是一家以经营港式和粤式米线为主的餐饮品牌，2017年成立於上海，所属公司是上海葵芳餐饮管理有限公司。界面新聞認為，該品牌的經營模式更像是云南米线与香港街市餐饮的一种混合。